# Strobilanthes quadrifaria
Strobilanthes quadrifaria là một loài thực vật có hoa trong họ Ô rô. Loài này được (Wall. ex Nees) Y.F. Deng mô tả khoa học đầu tiên năm 2007.